# Conor Maynard
Conor Paul Maynard (Brighton, 21 novembre 1992) è un cantautore e youtuber inglese.
Conor ha raggiunto il successo nel 2012 quando è stato nominato nella categoria MTV Brand New, vincendo. Il suo singolo di debutto, Can't Say No, è stato pubblicato nel Regno Unito il 16 aprile 2012. Nella sua carriera ha pubblicato tre album, due di inediti e uno di sole cover.

## Carriera

### 2008-2011: Gli inizi e Youtube
Il 20 marzo del 2006, Maynard si iscrisse a YouTube e, nel dicembre del 2008, caricò la sua prima cover, il brano "Breathe" del cantante inglese Lee Carr. Dal 2009, Maynard ha eseguito, e caricato su YouTube, molte cover, alcune eseguite insieme ad un suo amico, il rapper, Anthony "Anth" Melo il quale abita in Virginia. Fra i brani eseguiti: Chris Brown (Crawl), Taio Cruz (Dynamite), Rihanna (Only Girl (in the World)). La svolta arrivò quando l'artista americano Ne-Yo vide Maynard impegnato nella cover di una sua canzone e lo contattò immediatamente.

### 2011-2012: MTV Award eCan't Say No
Nel novembre del 2011, Maynard è stato nominato per l'MTV Brand New award, competendo con Delilah e Lana Del Rey. Il 31 gennaio 2012 Maynard fu proclamato vincitore dell'award, avendo ricevuto circa il 48% dei voti. Nel febbraio 2012 Maynard è stato messo sotto contratto dalla EMI e si è messo al lavoro per il suo nuovo album, Contrast. Maynard ha pubblicato il video musicale del suo primo singolo Can't Say No nell'aprile del 2012, dove raggiunge più di 12 milioni di visualizzazioni. Il singolo ha ottenuto la recensione positiva di Lewis Corner che l'ha descritto come un brano "giocoso, divertente e che ti lascia subito trasportare",. Comunque sia, Conor nega questo reclamo dicendo: "Io non sono come Justin Bieber", ma riconosce che tutti e due hanno guadagnato fama tramite YouTube.
Il singolo di Maynard, Can't Say No, è stato pubblicato nel Regno Unito il 15 aprile 2012, debuttando al secondo posto nella Official Singles Chart entro la fine della settimana del 28 aprile, con 74,792 copie vendute. La traccia ha riscosso molto successo anche in Irlanda e Scozia, dove è salita rispettivamente al 13º e terzo posto. Il 5 maggio, ha eseguito il suo singolo di debutto Can't Say No alla settima edizione dei TRL Awards a Firenze., Il suo secondo singolo Vegas Girl ha ottenuto, in un solo mese, più di 3 milioni di visualizzazioni. Il suo terzo singolo "Turn Around" ft. Ne-Yo ha ottenuto, in 4 giorni, un milione e mezzo di visualizzazioni. Nel 2013, Conor pubblica il singolo "R U Crazy".

### 2015-presente:Royalty, Talking AbouteCovers
Dopo due anni di assenza dalla scena musicale il 2 marzo 2015 è stato pubblicato l'EP Talking About, il 28 aprile 2015 pubblica invece il singolo Royalty, entrambi con la casa discografica Parlophone, Successivamente, Conor acquista una popolarità sempre maggiore su YouTube, piattaforma su cui realizza numerose cover e mash up di altri artisti. Dopo aver dichiarato l'uscita di un suo nuovo album di inediti, pubblica sempre tramite Parlophone il disco Covers, pubblicato il 5 agosto 2016 contiene 13 tracce di covers da lui interpretate. Nello stesso periodo, Conor collabora con il gruppo Kriss Kross Amsterdam e col rapper Ty Dolla Sign nel brano Are You Sure?.
Dal 2017 in poi, Maynard ha pubblicato vari singoli, alcuni da solista ed altri in collaborazione con altri artisti, tra cui il DJ R3hab ed il rapper Anth. Nel 2020 sono stati pubblicati i singoli da solista Nothing For You e For a Night. Nell'aprile 2021 publica il singolo Crowded Room, di cui dirige anche il relativo videoclip. Nel 2022 intraprende un tour mondiale, accompagnato da Anth in qualità di artista d'apertura, e collabora con Gabry Ponte nel singolo Another Night. Nel giugno dello stesso anno pubblica il suo terzo progetto discografico +11 Hours.

## Discografia

### Album
- 2012 – Contrast
- 2016 – Covers
- 2023 – +11 Hours

### Singoli
- 2012 – Can't Say No
- 2012 – Vegas Girl
- 2012 – Turn Around (feat. Ne-Yo)
- 2013 – Animal (feat. Wiley)
- 2013 – R U Crazy
- 2015 – Talking About
- 2015 –  Royalty
- 2016 –  Lighthouse
- 2016 –  Are You Sure? (con Kris Kross Amsterdam feat. Ty Dolla Sign)
- 2017 – Understand Me (con CMC$)
- 2018 – Hold On Tight (con R3hab)
- 2019 – Hate How Much I Love You
- 2019 – Not Over You
- 2019 – Ooh Girl (con Kris Kross Amsterdam feat. A Boogie with da Hoodie)
- 2019 – Waste Your Time
- 2020 – Nothing but You
- 2020 – For the Night
- 2020 – You Broke Me First
- 2021 – Crowded Room
- 2021 – Early in the Morning (con Kris Kross Amsterdam feat. Shaggy)
- 2021 – Believers (con Alan Walker)
- 2021 – Ain't Got No Friends
- 2021 – What I Put You Through
- 2023 – If I Ever
- 2023 – By Your Side
- 2023 – Storage
- 2023 – Unwanted (con Martin Jensen e Sam Feldt)

### Collaborazioni
- 2018 –  Remedy (Alesso feat. Conor Maynard)
- 2020 –  If U (Breathe Carolina & Robert Falcon feat. Conor Maynard)